# Ågestabron

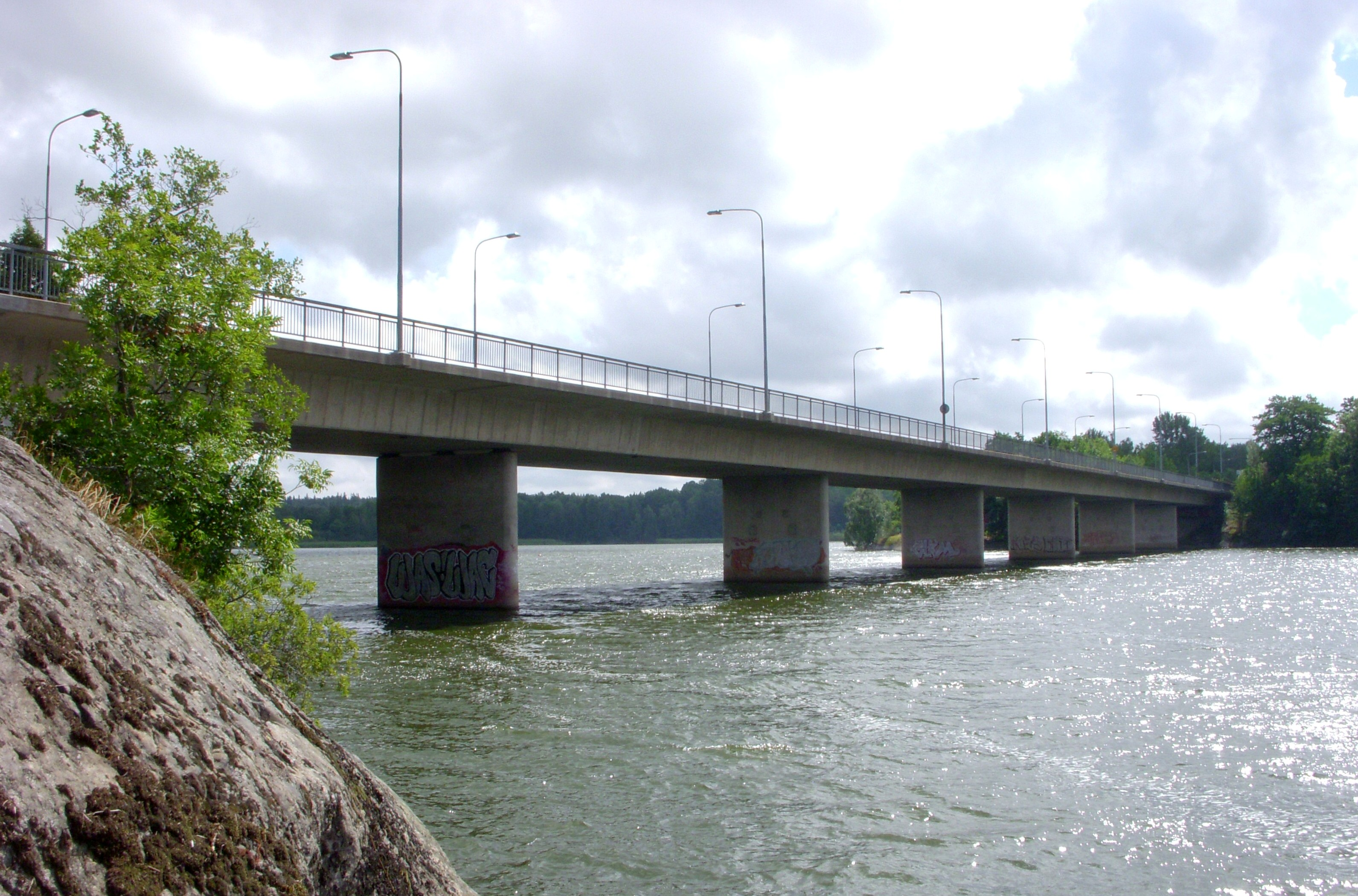
Ågestabron från Stockholmssidan 2010.

Ågestabron är en bro över sjön Magelungen på gränsen mellan Stockholms kommun och Huddinge kommun. Ungefär halva bron ligger i Stockholm och andra halvan i Huddinge. På Stockholmssidan börjar bron i Farsta strand och sträcker sig till Ågesta på Huddingesidan. Ännu på 1970-talet gick Ågestavägen över bron och slutade i norr vid Nynäsvägen. Den delen namnändrades på 1980-talet till Ågesta broväg.

## Historik

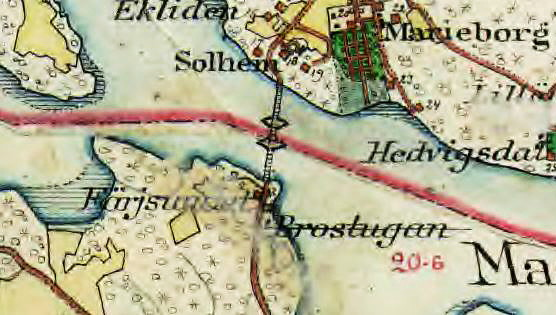
Flottbron omkring 1900.

En stadsplan för nuvarande Ågestabron upprättades 1969 av Stockholms kommun för norra delen och av Huddinge kommun för södra delen. Stadsplanen vann laga kraft i februari 1971. Efter några års byggtid invigdes den nya bron i oktober 1974. Namnet härrör från Ågesta gård. Tidigare fanns där en träbro som byggdes 1924 och bekostades av Lennart Hellstedt, dåvarande ägare till Ågesta. Bron var smal och tillät bara enkelriktad samt trafikljusreglerad motortrafik med maximal 20 km/h. Den äldsta bron var en flottbro för gående som syns på ett vykort från 1918. Den hade en öppningsbar mittdel där gränsen mellan Huddinge socken och Brännkyrka socken gick. 
Nuvarande bron är en betongkonstruktion som vilar på sex breda pelare och har en längd av 200 meter. Brospannet är utfört som en lådbalk i efterspänd betong. Den gamla träbron sprängdes med dynamit och ligger kvar på sjöbotten öster om den nuvarande.
På Huddingesidan, direkt intill östra sidan av brofästet ligger Brostugan även kallad Färjsundet, som var ett torp under Ågesta gård och känt sedan 1689. Vid den tiden fanns ingen bro över Magelungen utan en färja med ett färjeställe där torparen samtidigt var färjkarl. I Brostugan bedrevs även krogrörelse. När flottbron kom till (med en öppningsbar del i mitten) fick torparen på Brostugan ta upp bropengar. Brostugan är fortfarande kvar med sitt tak i höjd med brobanan.

## Bilder

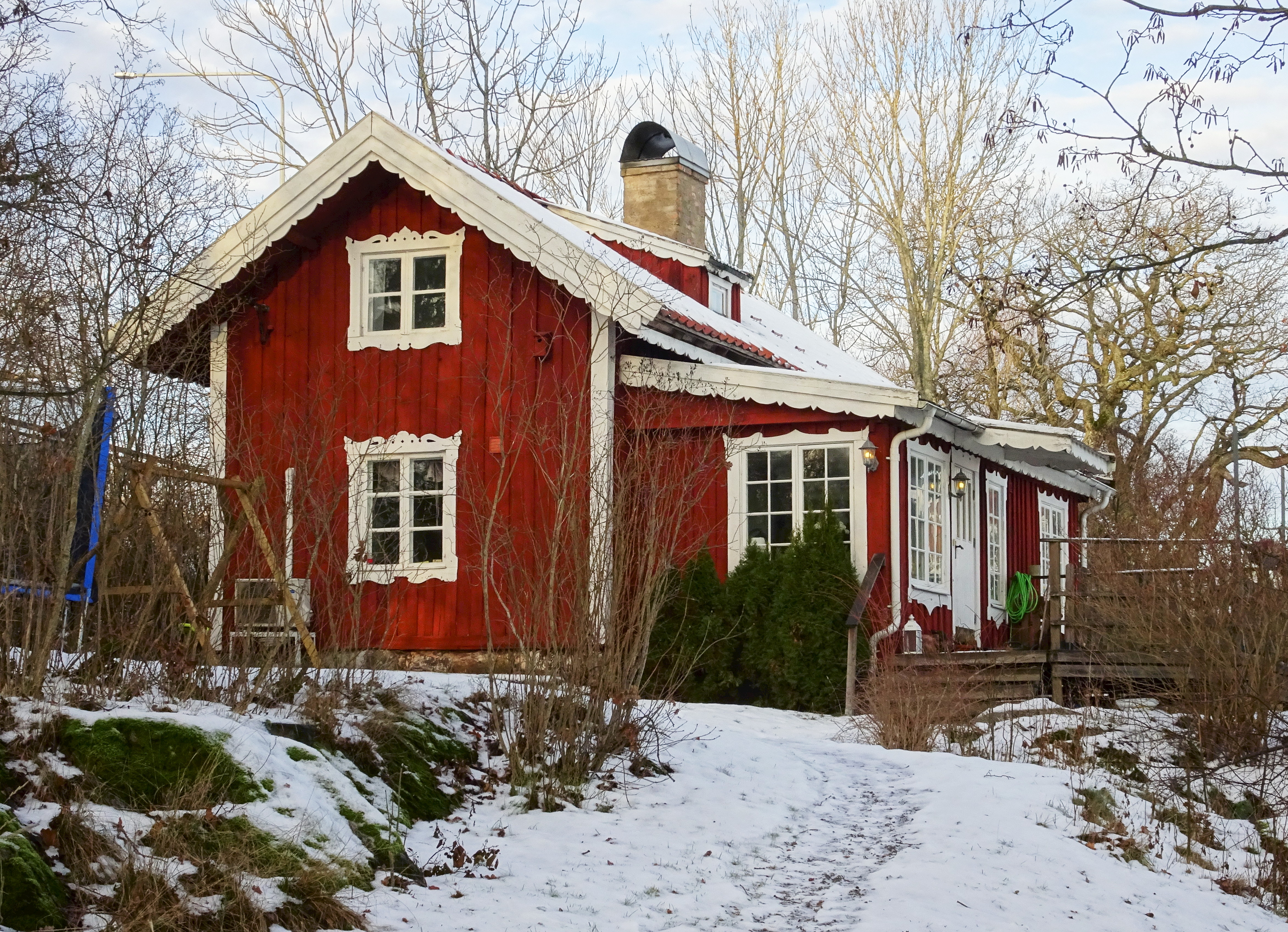
Gamla brostugan på Huddingesidan, 2018.
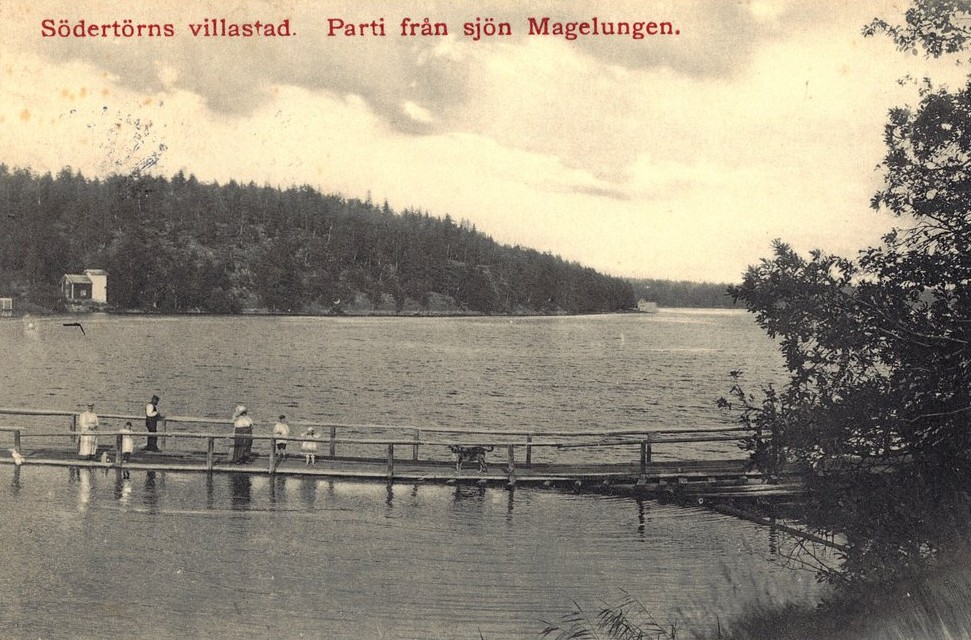
Äldsta flottbron på ett vykort från 1918.
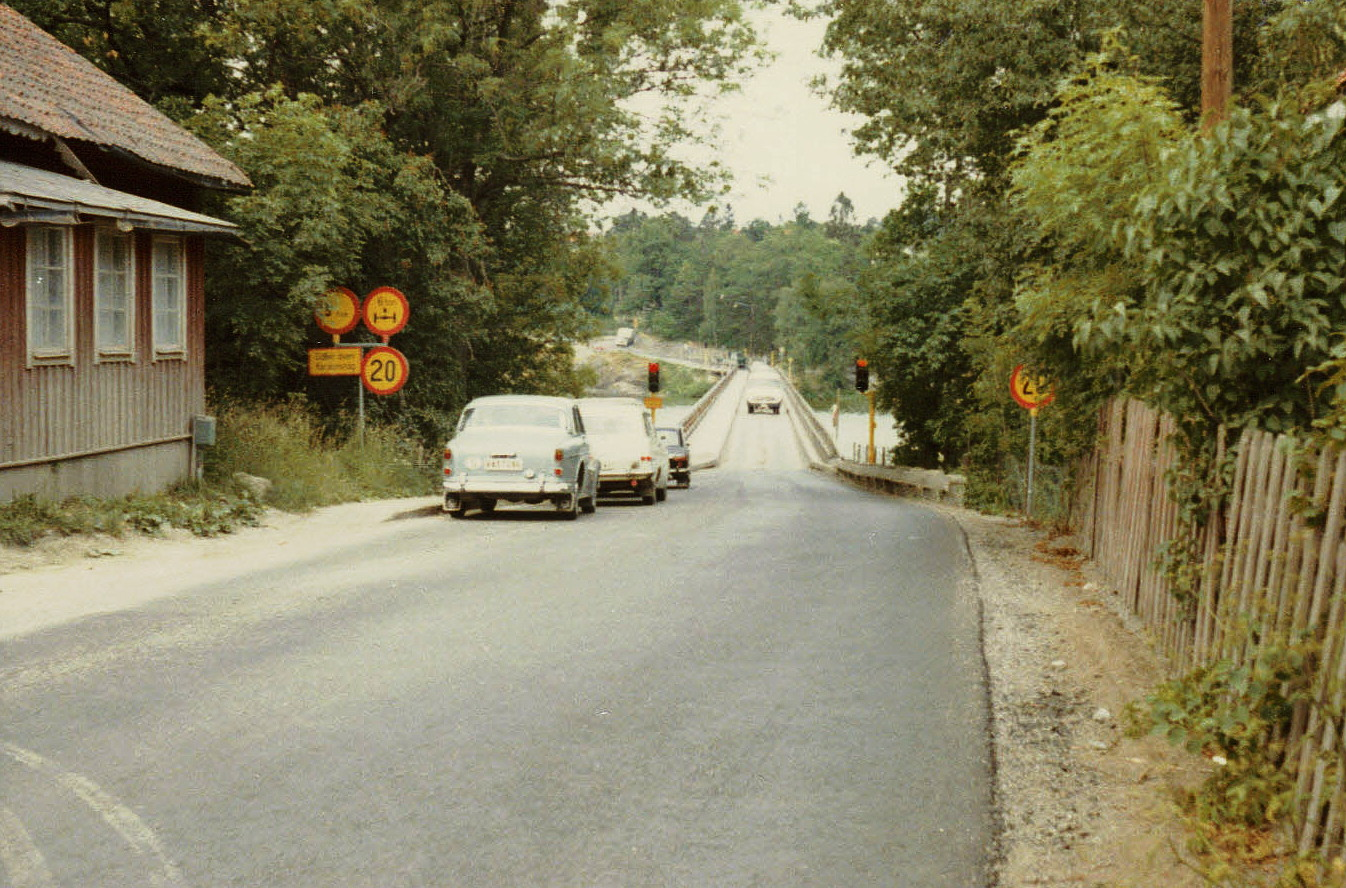
Gamla bron från Huddingesidan 1967 med dåvarande Ågestavägen.
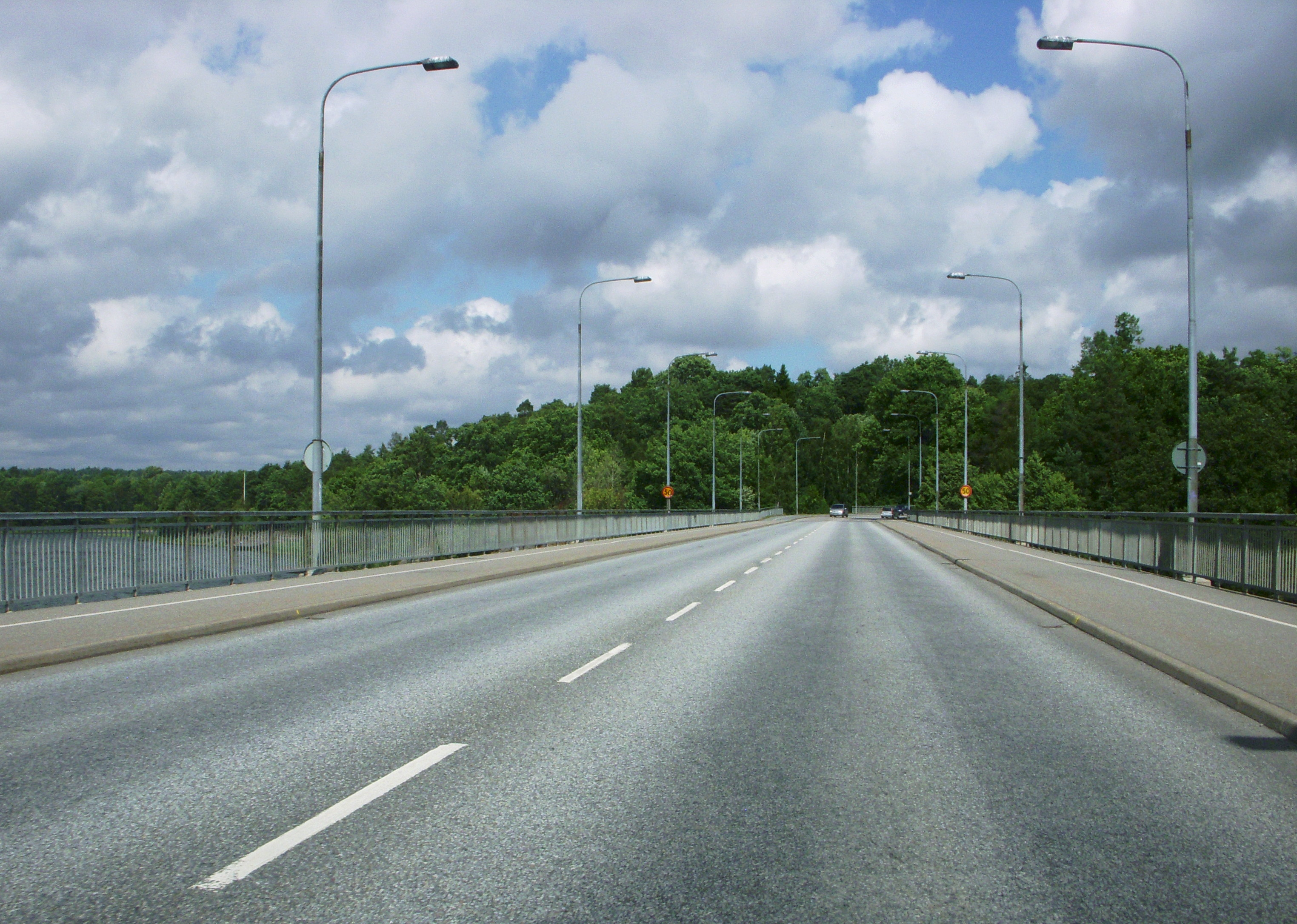
På Ågestabron, färd mot Stockholm 2010.